# لیمبو (فیلم ۱۹۷۲)
لیمبو (انگلیسی: Limbo) فیلمی به کارگردانی مارک رابسون است که در سال ۱۹۷۲ منتشر شد. از بازیگران آن می‌توان به کیت جکسون اشاره کرد.